# Chuck Dalton
Charles Harwood « Chuck » Dalton, né le 1er septembre 1927, à Windsor, au Canada et décédé le 12 janvier 2013, est un ancien joueur canadien de basket-ball.